# Ida van Nijvel

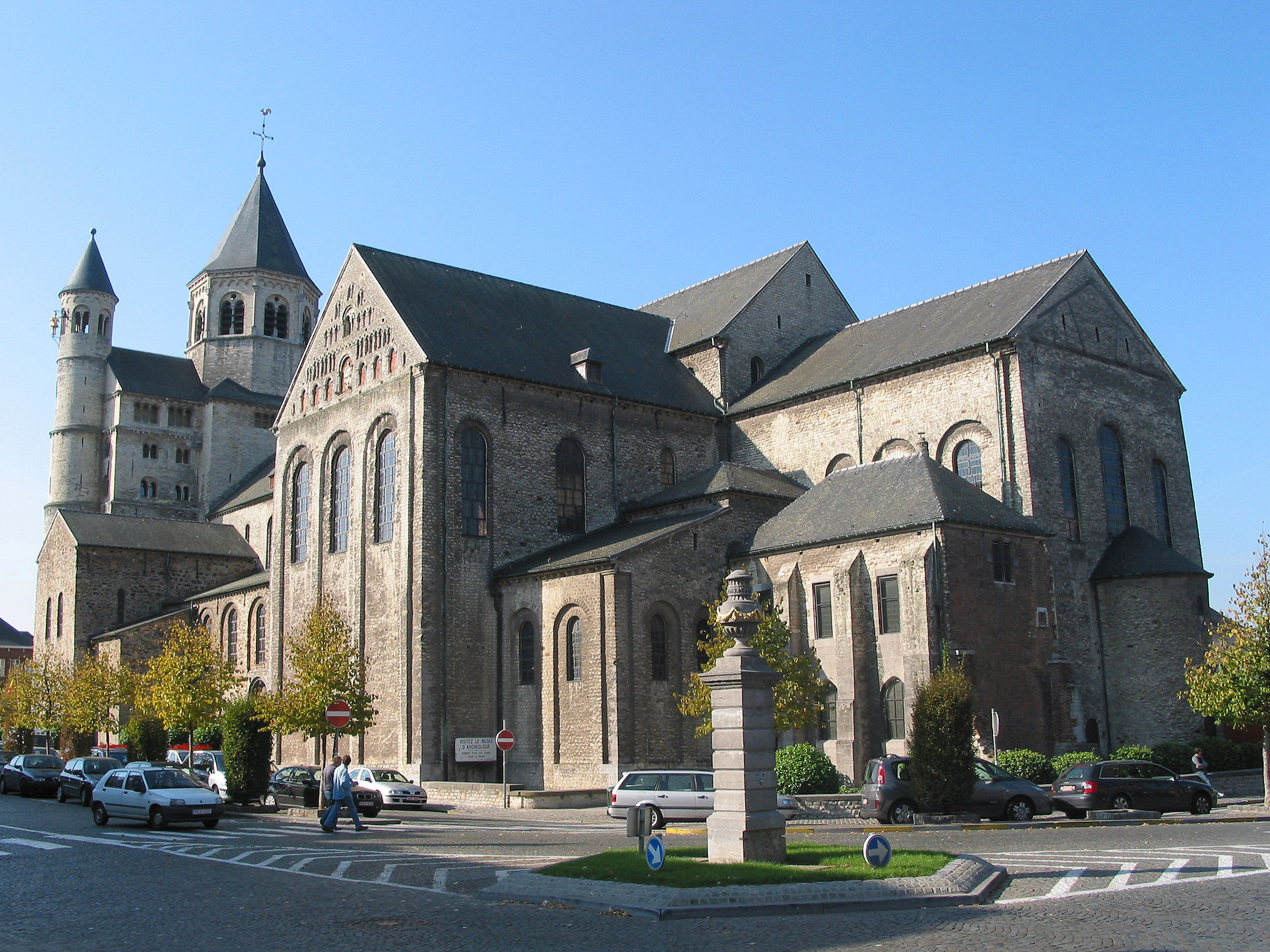
Nijvel: Sint-Gertrudiskerk, voormalige abdijkerk

Ida van Nijvel (ca. 592 - Nijvel, 8 mei 652), ook Itta of Iduberga genoemd, was een vrouw uit hoge bestuurlijke kringen, dochter van de markgraaf van de Schelde, die trouwde met Pepijn van Landen (huwelijk in 614). Ze was de moeder van Gertrudis van Nijvel, Begga en Bavo.
Een van haar zoons, Grimoald, werd net als zijn vader hofmeier van Austrasië. Ida was vermoedelijk een dochter van de markgraaf van de Schelde Arnoald, die een achterkleinzoon was van Tonantius Ferreolus (senator) en van Cloderic.
Ida stichtte na het overlijden van haar man diverse kloosters, onder andere de Abdij van Nijvel (650) en die van Fosses-la-Ville. Dit was in die tijd een manier om wereldlijke macht te handhaven.
Ida wordt na haar dood, net als haar kinderen Gertrudis, Begga en Bavo, binnen de Rooms-Katholieke Kerk vereerd als heilige. Haar feestdag is op 8 mei. Zij wordt door gelovigen aangeroepen voor hulp tegen de huidziekte erysipelas en tegen tandpijn.
Daarnaast is er ook de mystica Ida van Nijvel (1190 - 1231).  Zij was de geestelijke leidsvrouw van Beatrijs van Nazareth. De levensbeschrijving van Ida van Nijvel is opgesteld in de zeventiende eeuw, waardoor men twijfelt aan de historische exactheid van deze biografie.
- International Standard Name Identifier: 0000 0003 8885 9575
- Nederlandse Thesaurus van Auteursnamen: 273471422
- Virtual International Authority File: 282137429